# Lost Paradise (dokumentarfilm)
|  | Denne artikel er oprettet af botten Steenthbot ud fra en ekstern database. Den kan derfor have sproglige fejl eller mangler. Denne skabelon kan fjernes efter kontrol af indholdet. |

Lost Paradise er en dansk dokumentarfilm fra 1967.

## Handling
Med undertitlen 'Spredte glimt fra et kort besøg - 50 år efter'. Filmen består af optagelser fra det tidligere Dansk Vestindien omkring 1967. To stewardesser besøger et fort. Turister besøger en strand. Vandretur igennem jungleskov og høje siv. Gadeliv. Danske gadenavne. Sejltur på båd. Badetur i det åbne hav. Skue over Jomfruøerne. Passagerer stiger på vandfly. Kæmpe parade i anledning af 50 året for salget af Jomfruøerne. Helikoptere flyver i formation over øerne. Ombord på et sejlskib. Stillbilleder af solnedgange.